# Дюрреннерсдорф
Дюрреннерсдорф (нім. Dürrhennersdorf) — громада в Німеччині, розташована в землі Саксонія. Входить до складу району Герліц. Складова частина об'єднання громад Нойзальца-Шпремберг.
Площа — 10,67 км2. Населення становить 962 ос. (станом на 31 грудня 2020).

## Галерея

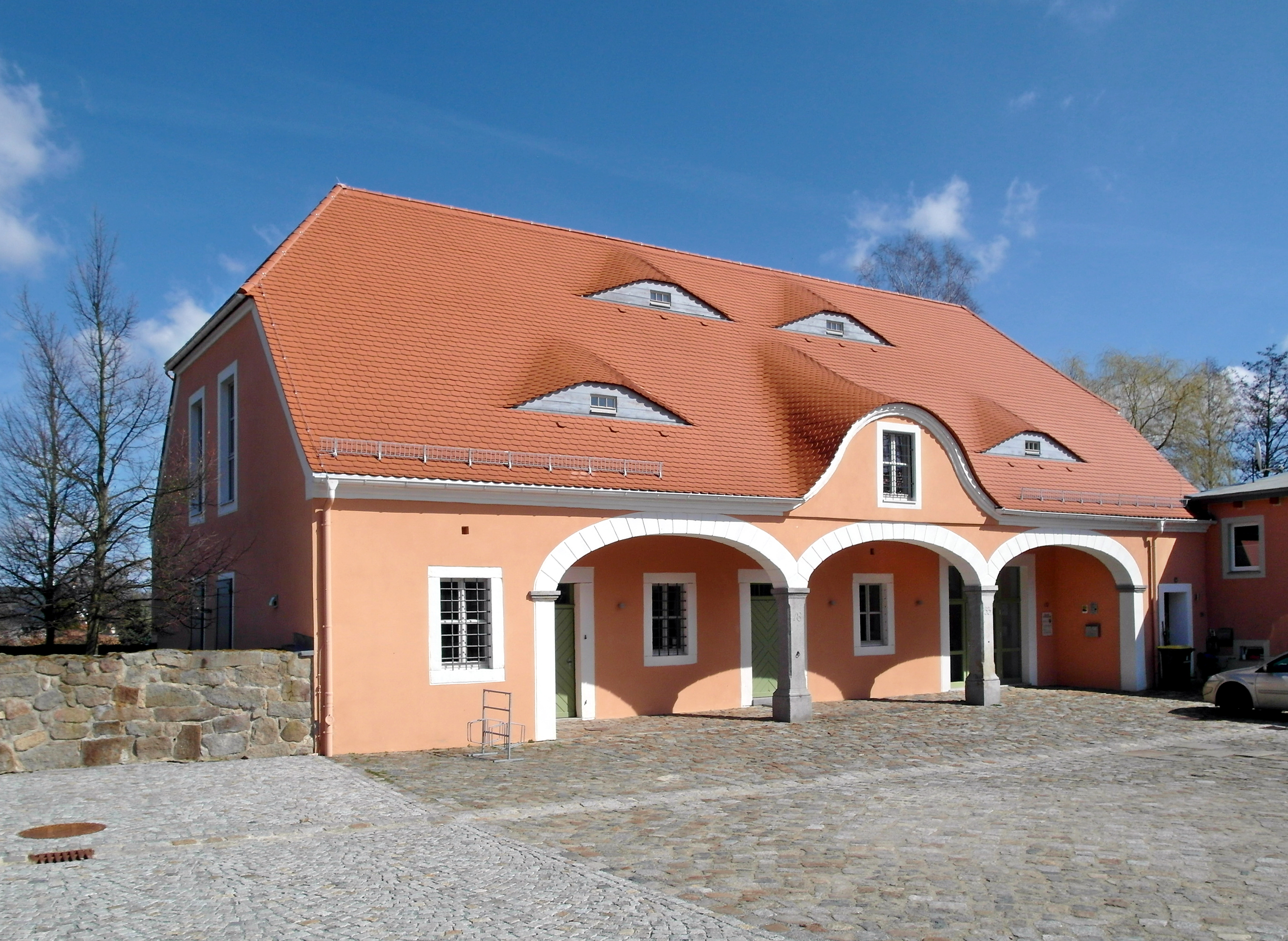